# Parafia św. Jana Kantego w Clifton
Parafia św. Jana Kantego w Clifton (ang. St. John Kanty Parish) – parafia rzymskokatolicka położona w Clifton w stanie New Jersey w Stanach Zjednoczonych.
Jest ona wieloetniczną parafią w diecezji Paterson, z mszą św. w j. polskim dla polskich imigrantów.
Ustanowiona w 1933 roku i poświęcona św. Janowi Kantemu.

## Historia
6 października 1935 misja św. Jana Kantego została zamieniona na parafię św. Jana Kantego, a pierwszym proboszczem został mianowany ks. Teodor Kaczmarek OFMConv. Spis ludności z tego czasu wykazał, że do parafii należały 243 rodziny.
W międzyczasie architekt Anthony J. Pace pracował nad projektem nowego budynku kościoła. 2 kwietnia 1936 plany zostały zakończone i zatwierdzone przez diecezję. Firmie Leopold Auriema z Jersey City przyznano wykonania budowy świątyni. 26 lipca 1936 kamień węgielny został położony i pobłogosławiony przez biskupa Thomasa J. Walsha.
Uroczyste poświęcenie kościoła zostało dokonane przez biskupa Thomasa J. Walsha 25 kwietnia 1937 roku.

## Szkoły
- St John Kanty Elementary School